# Dominikanerinnen der heiligen Katharina von Siena von Oakford, Natal
Die Dominikanerinnen der heiligen Katharina von Siena von Oakford, Natal sind eine Missionskongregation in Südafrika.

## Geschichte
Im Jahr 1877 sandte das Dominikanerinnenkloster St. Ursula in Augsburg Schwestern nach King William’s Town in die Kapkolonie im südlichen Afrika. Von dort wurden im März 1889 acht junge Schwestern zu einer weit entfernten und verlassenen Farm etwa 40 km nördlich von Durban in der Kolonie Natal geschickt. Sie sollten auf der Oakford genannten Farm befreiten Sklaven Bildung vermitteln. Unter ärmlichen Verhältnissen entstanden in kurzer Zeit Schulen, ein Kindergarten, eine ambulante Klinik, ein Altenheim und Gärten, die die Missionsstation versorgten.
1890 löste sich Oakford Priory vom Mutterhaus und wurde Mutterhaus eines neuen Ordens, der sich die Hl. Katharina von Siena als Vorbild nahm und sich Oakford Dominican Sisters nannte. Heute lautet die offizielle Bezeichnung Dominican Congregation of St. Catherine of Siena of Oakford, Natal.
Im Geiste des Hl. Dominikus gründeten die Missionsdominikanerinnen mit der Zeit viele neue Missionsstationen. Heutzutage haben sich das Verständnis von Mission und die sozio-politische Situation geändert, es gibt nur noch wenige Schwestern, die in kleinen Gruppen tätig sind.
2009 wurde die Missionsstation Oakford verkauft. Seither befindet sich die Zentrale in Johannesburg. Die deutsche Provinz (Fränkische Provinz, 1909 gegründet) wird von Neustadt am Main aus geleitet.
Im Jahre 2016 gehörten der Gemeinschaft weltweit 180 Schwestern in 26 Niederlassungen an. 2009 lebten in Deutschland 62 Schwestern.